# 3814 Hoshi-no-mura
3814 Hoshi-no-mura este un asteroid din centura principală, descoperit pe 4 mai 1981 de Toshimasa Furuta.